# Coleomethia xanthocollis
Coleomethia xanthocollis là một loài bọ cánh cứng trong họ Cerambycidae.